# 尼姆主教座堂

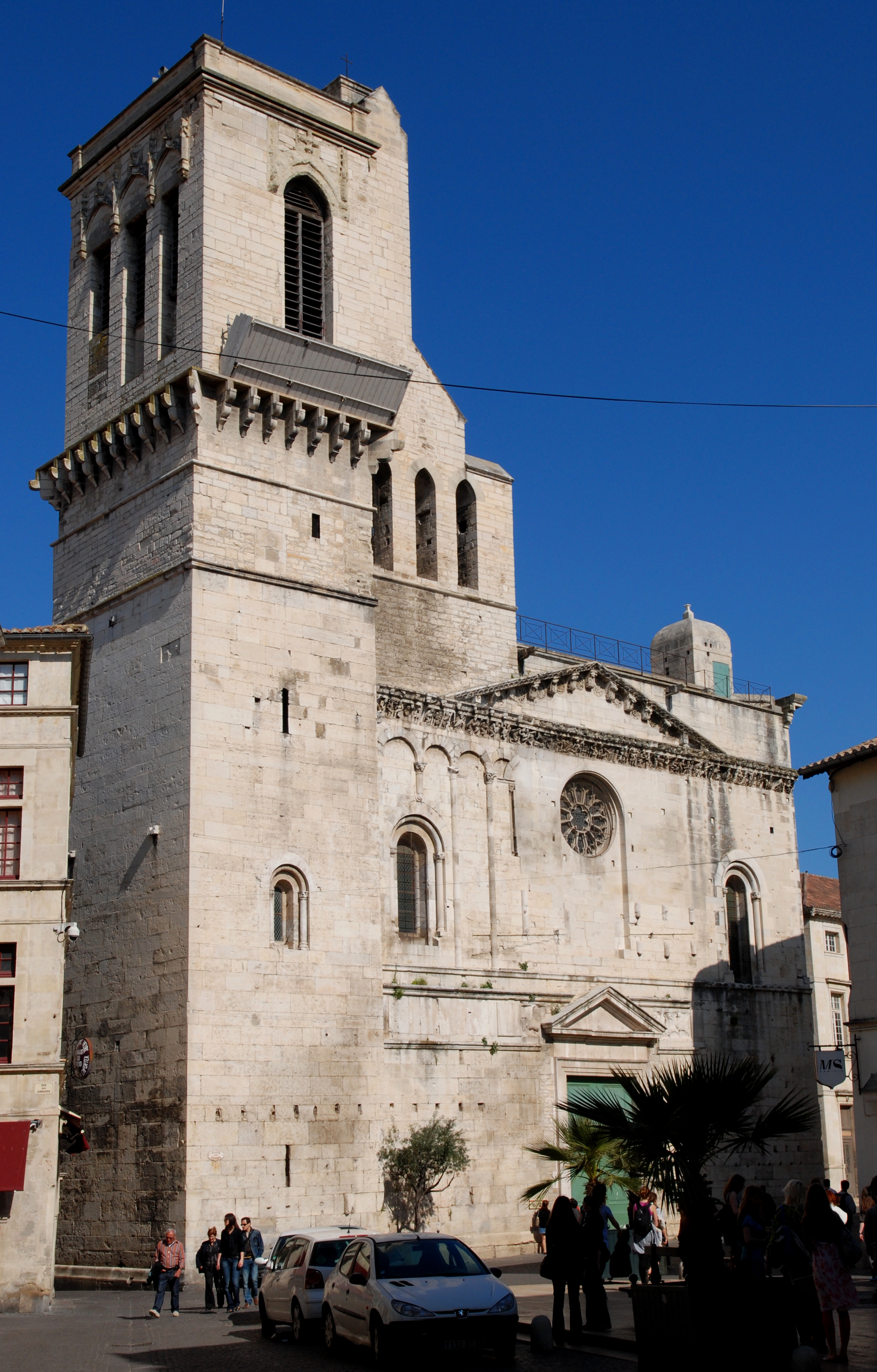
尼姆主教座堂

尼姆主教座堂 (Cathédrale Notre-Dame-et-Saint-Castor de Nîmes)是天主教尼姆教区的主教座堂，位于法国南部城市尼姆，供奉圣母和当地圣人Castor of Apt。
该堂据说座落在奥古斯都神庙的原址上，兼具罗曼式和哥特式风格。